# Барьеры выхода
В экономике и большинстве теорий посвящённых конкуренции, барьеры выхода — это препятствия, которые должна преодолеть компания, осуществляя выход из определённого рынка.
Преодоление таких препятствий компаниям необходимо финансировать; величина такого финансирования иногда может заставить компанию оставаться на убыточном рынке, так как убытки в таком случае будут меньшими, чем при выходе с рынка. Стоимость барьеров выхода должна учитываться риск-менеджерами при входе на определённый рынок, и в некоторых случаях закладываться в цену производимых товаров или услуг.
Термин барьеры выхода также применяется к физическим лицам, которые намерены прекратить определённую профессиональную или предпринимательскую деятельность.
Иногда барьерами выхода могут быть не только экономические или регуляторные факторы, но и эмоциональные.